# Конюшина гірська
Конюши́на гірська́  (Trifolium montanum). Місцеві назви — ку́ряча ла́пка, ла́пки́ соро́чі, лапки́ котя́чі, горі́шок бі́лий, в’язі́ль, іва́сик, ко́шики, полуни́чник, за́йчики. Багаторічна трав'яниста рослина родини бобових.

## Ботанічні характеристики

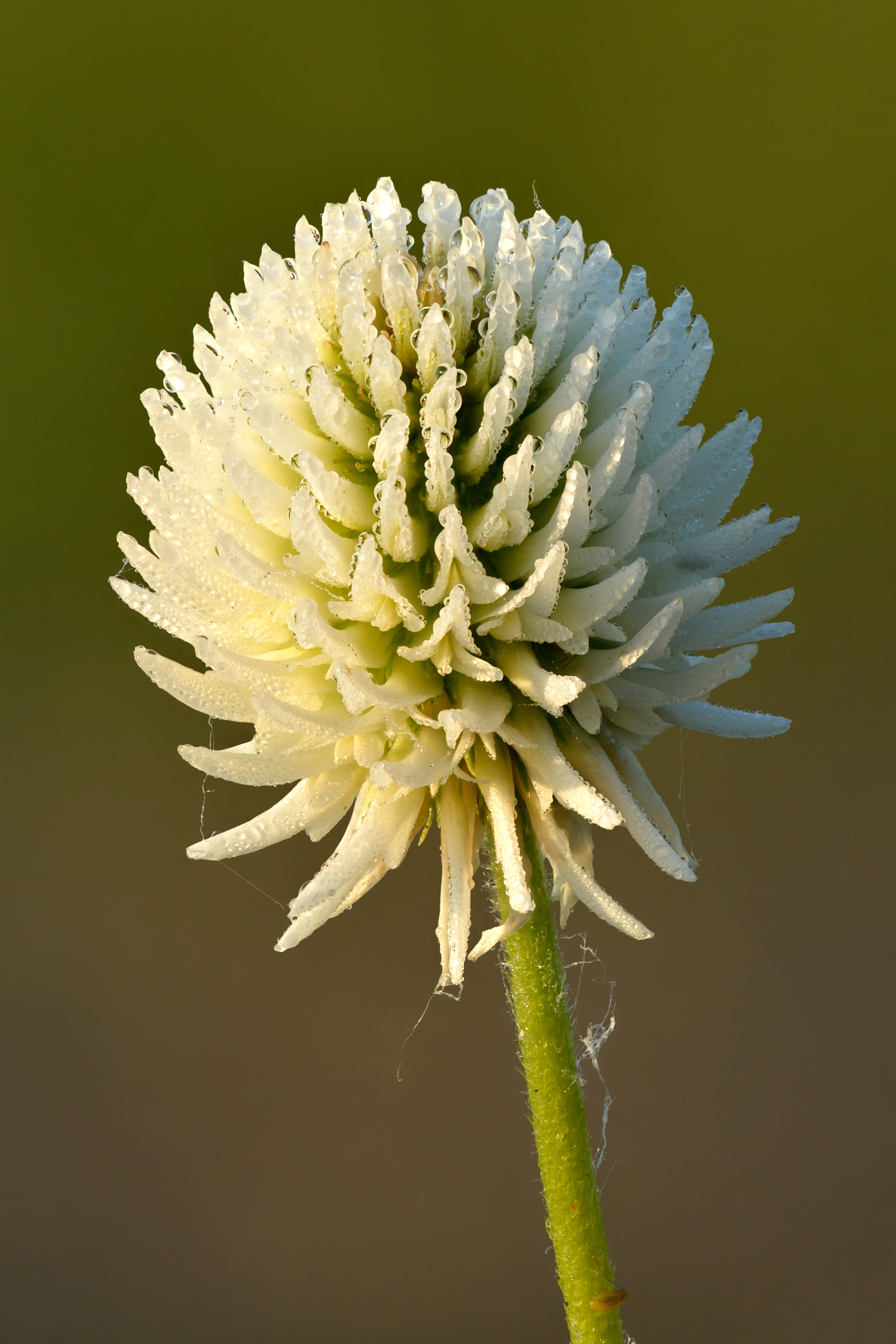
Суцвіття конюшини гірської

Квітконосне стебло прямовисне, біля основи висхідне, нерозгалужене, 20—70 см заввишки. Листки трійчасті. Листочки видовженоеліптичні, жорсткі, з дуже виразними жилками, дрібно- і гостропилчасті, знизу волосисті. Квітки дрібні, неправильні, білі, у багатоквіткових щільних одиничних (або їх дві) головках. Плід — біб. Цвіте у травні — серпні.

## Поширення
Росте по всій Україні в світлих лісах по узліссях, серед чагарників, на сухих луках, схилах балок, по лучних степах.

## Сировина
Для виготовлення ліків використовують траву або окремо суцвіття. Збирають під час цвітіння рослини. Трава неофіцинальна, містить глікозиди, трифолін та ізотрифолін, вітаміни С, ефірну і жирну олії.

## Фармакологічні властивості і використання
В народній медицині рослина відома як засіб, що володіє відхаркувальною, сечогінною та протизапальною дією. Використовують у вигляді настою або відвару при захворюванні легень і бронхів, набряках різного походження, болях у животі. При грижі п'ють міцний відвар трави натщесерце. Суцвіття заварюють як чай і п'ють при болях у жінок та геморої. Зовнішньо, у вигляді припарок, застосовують відвар квіток при наривах і опіках. У вигляді сидячої ванни при геморої.

## Лікарські форми і застосування
Внутрішньо — настій трави (1 столову ложку трави на 200 мл окропу, настоюють 1-2 годину) по третині склянки тричі на день. Відвар трави (1 столова ложка трави на 200 мл окропу, кип'ятять 5 хвилин, настоюють 30-40 хвилин) по третині склянки тричі на день.
Зовнішньо — відвар квіток (готують так само) використовують для припарок і місцевих ванн.